# Сепино
Сепино (итал. Sepino) —  коммуна в Италии, располагается в регионе Молизе, в провинции Кампобассо.
Население составляет 2177 человек (2008 г.), плотность населения составляет 35 чел./км². Занимает площадь 62 км². Почтовый индекс — 86017. Телефонный код — 0874.
Покровительницей коммуны почитается святая Христина Тирская, празднование 24 июля.

## Демография
Динамика населения:

## Администрация коммуны
- Официальный сайт: http://www.comune.sepino.cb.it/